# Evgeny Chigishev
Evgeny Aleksandrovich Chigishev (também Yevgeny na transcrição inglesa, em russo:  Евгений Александрович Чигишев, Ievguêni Aleksandrovitch Tchíguichev; 28 de maio de 1979, em Novokuznetsk) é um halterofilista da Rússia.
Chigishev apareceu no Campeonato Mundial para juniores de 1997, na Cidade do Cabo. Competiu na categoria até 99 kg, tendo ficado no segundo, com 355 kg no total (155 no arranque e 200 no arremesso, atrás do ucraniano Guennadi Krassilnikov, com 362,5 kg (165+197,5), e após Sandor Akos, do Canadá, que também obteve 355 kg (162,5+192,5), mas Chigishev era mais leve.
No campeonato do ano seguinte, em Sófia, Bulgária, Chigishev subiu no primeiro lugar do pódio, com 375 kg no total (175+200), na categoria até 105 kg.
Ainda competindo na categoria até 105 kg, no mundial para juniores de 1999, em Savannah, Chigishev definiu novo recorde mundial no arranque — 185,5 kg. Mas ele ficou com a prata, obteve 212,5 kg no arremesso, concluindo com um total de 397,5 kg; o búlgaro Angel Popov levantou 222,5 kg no arremesso, também finalizou com a marca de 397,5 kg no total, mas ele era mais leve e levou o ouro.
Chigishev participou dos Jogos Olímpicos de Sydney 2000 e obteve a marca de 415 kg no total (190+225), tendo ficado em 5º lugar.
No Campeonato Mundial de 2003, em Varsóvia, agora para seniores/adultos e na categoria acima de 105 kg, levantou 205 kg no arranque (ficou em 3º) e 230 kg no arremesso, concluindo com um resultado de 435 kg no total e terminou em 4º lugar.
Reaparece no Campeonato Mundial de 2005, em Doha. Competindo na categoria acima de 105 kg, levantou 211 kg no arranque (apenas 2 kg abaixo do então recorde mundial), 1 kg a mais do que iraniano Hossein Rezazadeh; levantou 246 kg no arremesso e ficou em segundo lugar (457 kg), atrás de Rezazadeh (461 kg no total).
No Campeonato Mundial de 2007, em Chiang Mai, levantou 201 kg no arranque (2º), e 240 kg no arremesso (1º), 441 kg no total, mas ficou com a prata; o ouro ficou com o letão Viktors Ščerbatihs (442 kg — 202+240).
Participou dos Jogos Olímpicos de Pequim 2008. Levantara 210 kg na prova do arranque e estava em 1º lugar; levantou 250 kg no arremesso (460 kg no total); mas, o alemão Matthias Steiner, que levantara 203 kg no arranque, levantou no arremesso 258 kg, concluindo com um total de 461 kg e ganhou o ouro.
No Campeonato Mundial de 2010, em Antália, Chigishev levantou 210 kg no arranque, tendo ficado em 1º lugar, mas não conseguiu obter resultado no arremesso, e não concluiu a prova. Não conseguiu concluir a prova no Campeonato Europeu de 2011.

## Quadro de resultados
| Ano                       | Lugar                         | Categoria       | Marca (kg) / pos. | Marca (kg) / pos. | Marca (kg) / pos. |
| Ano                       | Lugar                         | Categoria       | Arranque          | Arremesso         | Total             |
| Jogos Olímpicos           | Jogos Olímpicos               | Jogos Olímpicos | Jogos Olímpicos   | Jogos Olímpicos   | Jogos Olímpicos   |
| ------------------------- | ----------------------------- | --------------- | ----------------- | ----------------- | ----------------- |
| 2000                      | Sydney, Austrália             | –105 kg         | 190 / 5           | 225 / 6           | 415 / 5           |
| 2008                      | Pequim, China                 | +105 kg         | 210 / 1           | 250 / 2           | 460 /             |
| Campeonato Mundial        |                               |                 |                   |                   |                   |
| 2003                      | Vancouver, Canadá             | +105 kg         | 205 /             | 230 / 9           | 435 / 4           |
| 2005                      | Doha, Catar                   | +105 kg         | 211 /             | 246 /             | 457 /             |
| 2007                      | Chiang Mai, Tailândia         | +105 kg         | 201 /             | 240 /             | 441 /             |
| 2010                      | Antália, Turquia              | +105 kg         | 210 /             | NM                | —                 |
| Campeonato Europeu        |                               |                 |                   |                   |                   |
| 2000                      | Sófia, Bulgária               | –105 kg         | 187,5 /           | 222,5 / 5         | 410 / 5           |
| 2001                      | Trenčín, Eslováquia           | –105 kg         | 195,5 /           | 227,5 / 4         | 422,5 /           |
| 2003                      | Loutraki, Grécia              | +105 kg         | 207,5 /           | 240 /             | 447,5 /           |
| 2005                      | Sófia, Bulgária               | +105 kg         | 205 /             | 242,5 /           | 447,5 /           |
| 2007                      | Estrasburgo, França           | +105 kg         | 205 /             | 230 / 4           | 435 /             |
| 2008                      | Lignano Sabbiadoro, Itália    | +105 kg         | 195 /             | 247 /             | 442 /             |
| 2010                      | Minsk, Belarus                | +105 kg         | 205 /             | 235 /             | 440 /             |
| 2011                      | Cazã, Rússia                  | +105 kg         | NM                | NM                | —                 |
| Campeonato Mundial Júnior |                               |                 |                   |                   |                   |
| 1997                      | Cidade do Cabo, África do Sul | 0–99 kg         | 155 /             | 200 /             | 355 /             |
| 1998                      | Sófia, Bulgária               | –105 kg         | 175 /             | 200 /             | 375 /             |
| 1999                      | Savannah, Estados Unidos      | –105 kg         | 185,5 /           | 212,5 /           | 397,5 /           |
| Campeonato Europeu Júnior |                               |                 |                   |                   |                   |
| 1997                      | Sevilha, Espanha              | 0–99 kg         | 160 /             | 192,5 /           | 352,5 /           |

- NM = Sem marca (No mark)